# Heddy Maria Wettstein
Heddy Maria Wettstein (née le 4 septembre 1911 à Wädenswil et morte le 30 septembre 2006 à Küsnacht) est une actrice suisse. En 1964, elle fonde le petit théâtre qui porte son nom à Zurich.

## Vie
Heddy Maria Wettstein se forme d'abord à la gymnastique, la rythmique et la danse à Munich. Dès 1933, elle est maîtresse de gymnastique à Zurich.
Elle suit ensuite une formation d'actrice au séminaire Max Reinhardt à Vienne. Elle obtient ses premiers rôles au Théâtre Bienne Soleure (1937-1939) et aux théâtres réunis de München-Gladbach et Rheydt (1941-1943), entre autres. Elle se produit dans des monodrames en Suisse et en Allemagne dès 1952.
En 1964, elle crée son propre théâtre "Théâtre Heddy Maria Wettstein" à la Winkelwiese à Zurich. Elle en est la directrice jusqu'en 1998 et y présente des monodrames, puis, dès 1972, des pièces de théâtre impliquant plusieurs acteurs.
Sa réputation de doyenne de la scène théâtrale zurichoise s'est surtout acquise grâce à la promotion de jeunes comédiens talentueux et de jeunes dramaturges suisses. Dans les années 1960 et 1970, Wettstein réalise régulièrement des premières mondiales de pièces d'auteurs suisses, entre autres Walter Matthias Diggelmann, Jürg Amann, Walter Vogt et Silja Walter.

## Récompense
- 2005 : Prix de la culture de la communauté Küsnacht[2]

## Liens web
- Notices d'autorité :   - VIAF
  - GND
- Ressources relatives au spectacle :   - Archives suisses des arts de la scène
  - Dictionnaire du théâtre en Suisse
- Ressource relative à l'audiovisuel :   - IMDb
- Notices dans des dictionnaires ou encyclopédies généralistes :   - Deutsche Biographie
  - Dictionnaire historique de la Suisse
- Heddy Maria Wettstein dans le métacatalogue des bibliothèques universitaires suisses et de la bibliothèque nationale suisse Swissbib